# Quarteira
Quarteira (portugál kiejtése  [kwɐɾˈtɐjɾɐ] vagy [kwɐɾˈtejɾɐ]) város Portugália déli partján, az Algarve régióhoz tartozó Faro kerületben, Loulé municipiumban. Lakossága 2011-ben 21,798 fő volt.

## Éghajlata

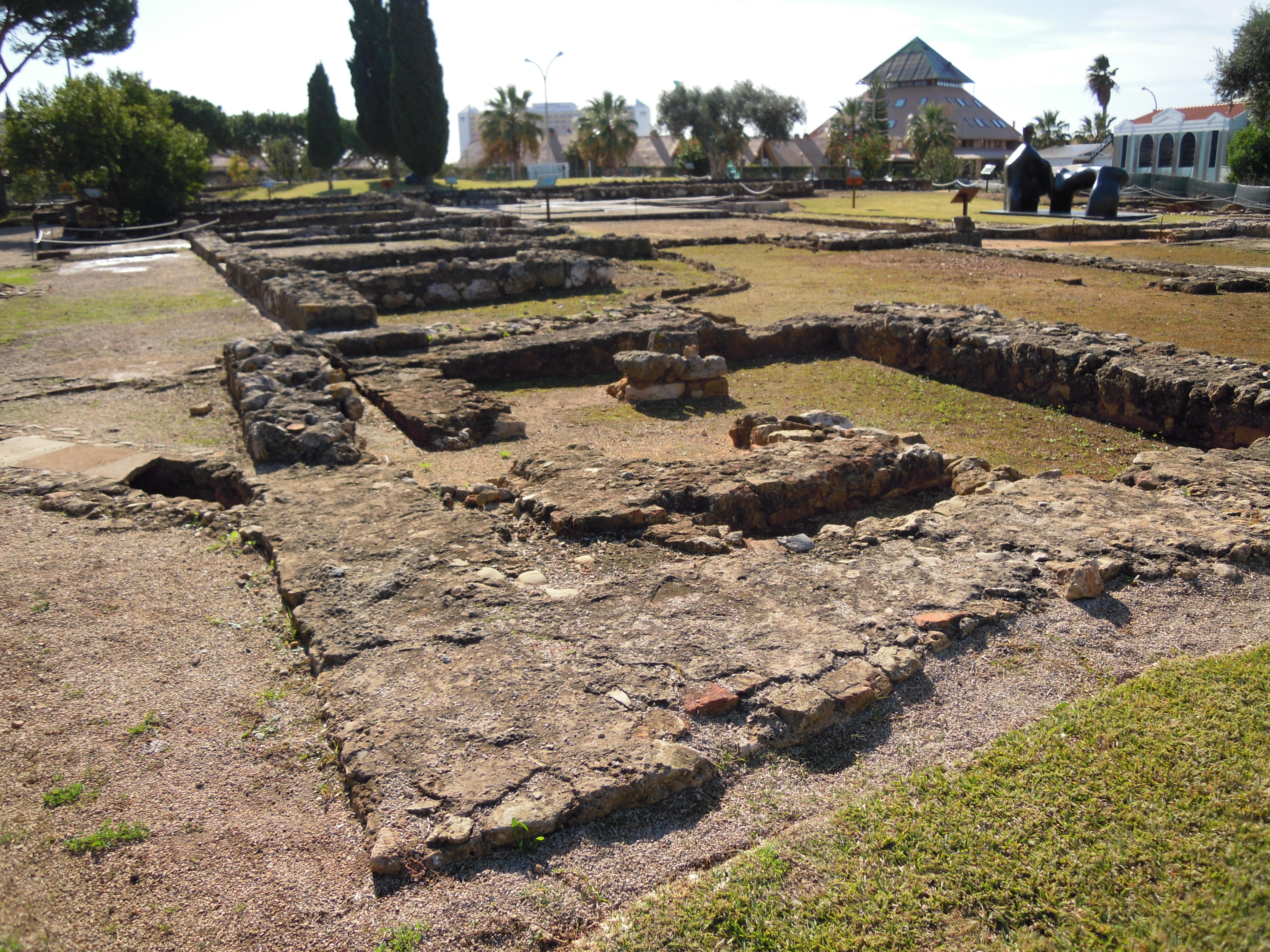
Római romok, Cerra de Vila

A város éghajlata óceáni, jellemző az állandó szél. Évi középhőmérséklete 16,3 °C, a legmagasabb átlaghőmérséklet augusztusban jellemző (25 °C), a legalacsonyabb februárban (10,8 °C). Átlagos csapadékmennyisége 430 mm.

## Története
A terület a római kor óta bizonyítottan lakott, ennek ma látható nyom a Cerro de Vila romkert, ahol az egykor a környéket uraló luxusvilla romjai tekinthetők meg. Gyakran összetévesztették Carteia római várossal. A feltételezések, amelyek szerint már a föníciaiak megtelepedtek itt, egyelőre nem bizonyítottak. A középkor elejétől 3 km hosszan elnyúló, fenyőfákkal körülvett halászfalu állt a helyén, amelyet Dénes király emelt önálló tanácsi rangra 1297. november 15-én. A 15. században I. János parancsára ültettek először cukornádat a település környékén.
1916-ban aztán freguesia (civil egyházközség) lett, ezt a parlament Dr. José Maria de Pádua algarve-i küldött beterjesztésére fogadta el. 1984. június 28-ától vila (község), 1999. május 13. óta cidade (város) a rangja.

## Nevezetességek
- Aquashow
- Cerro de Vila (római villa romjai)

### Események
Jelentősebb események:
- Carnival (február)
- A város napja (május 13)
- Halász fesztivál (május 31-hez legközelebb eső hétvége)
- Marchas dos Santos Populares (nevezetes szentek felvonulása, június/július)
- Szardínia fesztivál (augusztus)
- Könyv- és kézműves vásár (augusztus)
- Szeplőtelen fogantatás ünnepe (december 8): a város búcsúnapja
- Szilveszter: zenés ünnepség a parton, éjfélkor tűzijáték

## Gazdasága
A város fő bevételi forrása a turizmus. Öt golfpályája mellett strandja és Vilamoura jachtkikötője és luxusszállodája vonzza a turistákat. Népszerű a Marchas Populares fesztivál és az Aquashow akvapark is.

## Közlekedése

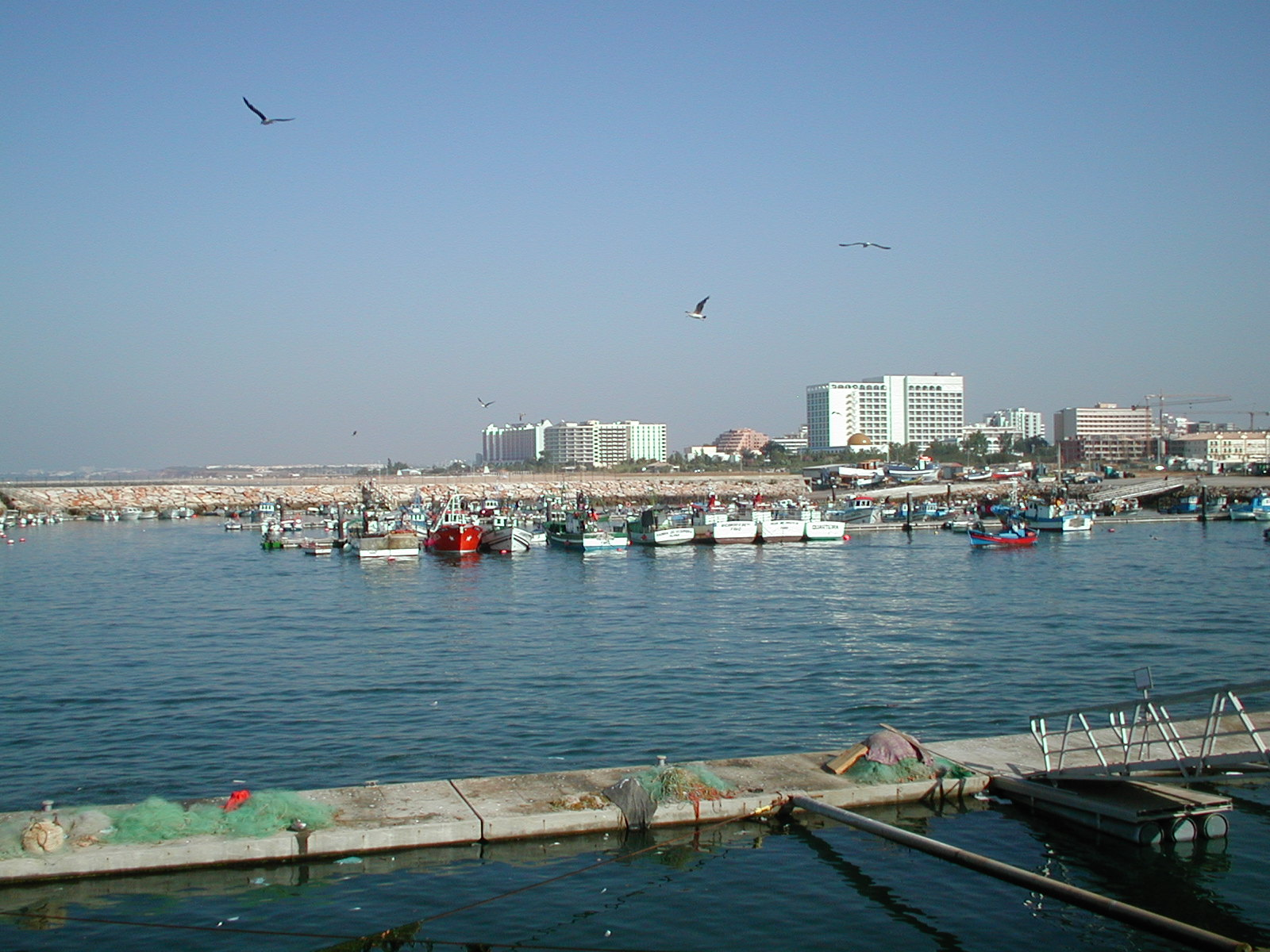
Quarteira halászkikötője, a háttérben Vilamoura épületei

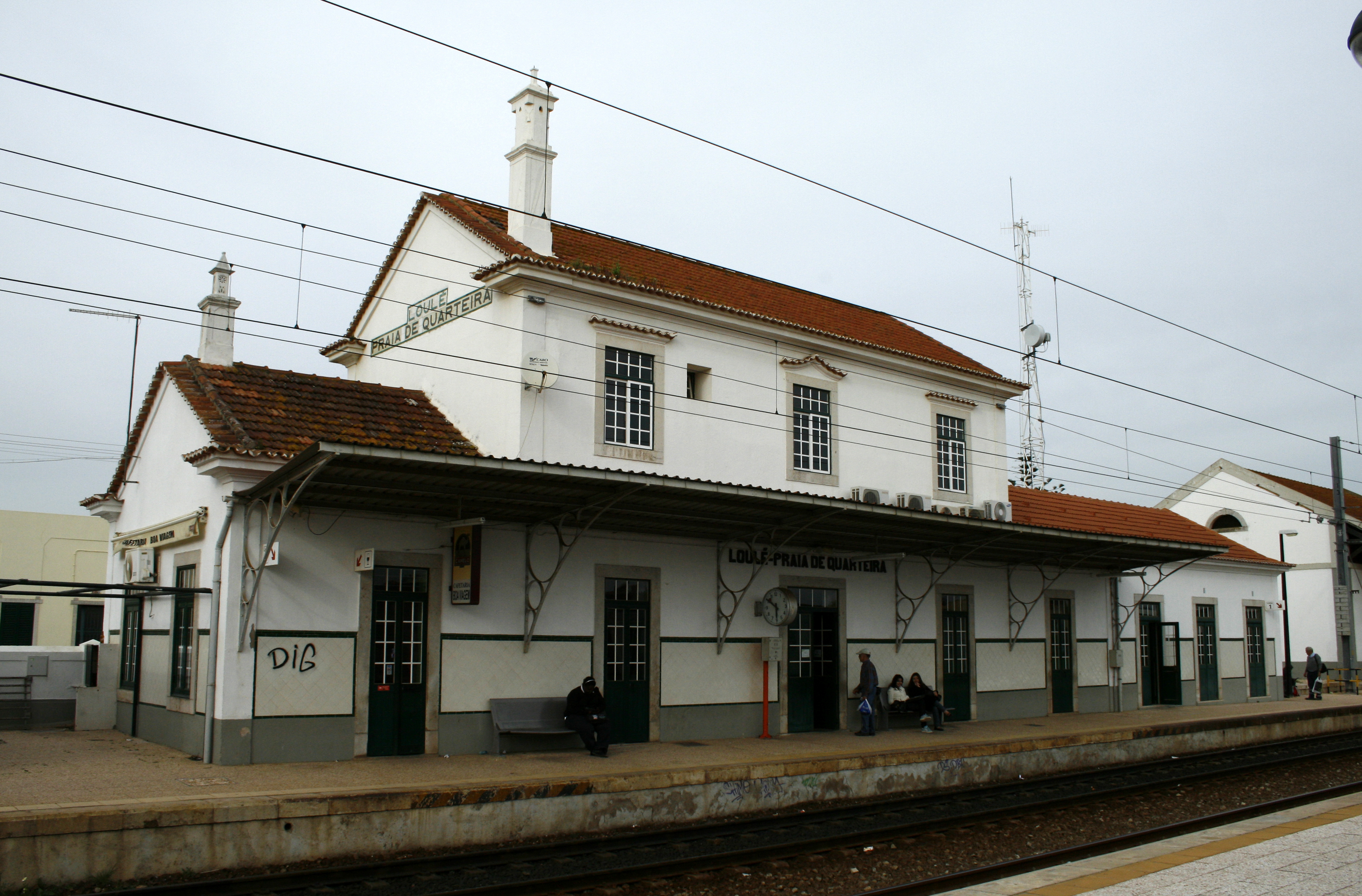
Loulé-Praia de Quarteira vasútállomás

A város az N125-ös főút mellett fekszik, az A22 autópálya közelében. Busszal Faro felől az Eva Bus vagy a Frotazul Algarve járatai közlekednek. Van helyi buszjárata is, ami a belvárosban jár körbe óránként. Vasúton a Loulé határában lévő Loulé-Praia de Quarteira vasútállomásig lehet eljutni, ám az messze van a várostól. Faro nemzetközi repülőtere mindössze 25 perc autóútra van a városközponttól. Kis halászkikötőjét csak a helyiek használják.

## Szervezetek
- Associação Humanitaria das Ambulancias da Quarteira
- Associação Humanitaria Doentes Parkinson Alzheimer
- Peniel - Associação de Assistencia Social
- Policromia Associação Cultural[6]

## Sport
- Academia de Judo de Quarteira (dzsúdó-akadémia)
- Associação Regional de Pesca Desportiva do Algarve (Algarve-i Sporthorgász Szövetség)
- Centro Desportivo de Quarteira[7]
- Clube de Ténis de Quarteira (Quarteira Tenisz Klub)[8]
- Quarpesca - Associação de Armadores e Pescadores de Quarteira (vadász- és horgásszövetség)

## Fordítás
- Ez a szócikk részben vagy egészben a Quarteira című angol Wikipédia-szócikk ezen változatának fordításán alapul.  Az eredeti cikk szerkesztőit annak laptörténete sorolja fel. Ez a jelzés csupán a megfogalmazás eredetét és a szerzői jogokat jelzi, nem szolgál a cikkben szereplő információk forrásmegjelöléseként.

## Külső hivatkozások
- Quarteira uncovered (angol nyelvű turisztikai oldal)
- Quarteira a hatvanas években (Youtube)